# Chaîne J
La chaîne J est un peptide de 137 acide-aminés (riche en cystéine) liant les anticorps d'isotypes IgM ou IgA sécrétés. Elle établit le lien entre deux anticorps d'un même isotype.
Elle est codée par le gène IGJ,,.